# 塞拉斯·威尔·米切尔
塞拉斯·威尔·米切尔（英語：Silas Weir Mitchell，1969年9月30日—）本名为Silas Weir Mitchell Neilson。是一位美国演员。目前在美国全国广播公司播出的电视剧格林中担任主要角色。